# Benjamin Thompson (Politiker)
Benjamin Thompson (* 5. August 1798 in Charlestown, Massachusetts; † 24. September 1852 ebenda) war ein US-amerikanischer Politiker. Zwischen 1845 und 1852 vertrat er zweimal den Bundesstaat Massachusetts im US-Repräsentantenhaus.

## Werdegang
Benjamin Thompson besuchte die öffentlichen Schulen seiner Heimat und arbeitete danach im Handel.  In den 1830er Jahren begann er eine politische Laufbahn. Zwischen 1830 und 1831 sowie nochmals von 1833 bis 1836 saß er als Abgeordneter im Repräsentantenhaus von Massachusetts. Im Jahr 1841 gehörte er dem Staatssenat an. Politisch war er Mitglied der Mitte der 1830er Jahre gegründeten Whig Party.
Bei den Kongresswahlen des Jahres 1844 wurde Thompson im vierten Wahlbezirk von Massachusetts in das US-Repräsentantenhaus in Washington, D.C. gewählt, wo er am 3. März 1845 die Nachfolge von William Parmenter antrat. Da er im Jahr 1846 auf eine erneute Kandidatur verzichtete, konnte er bis zum 3. März 1847 zunächst nur eine Legislaturperiode im Kongress absolvieren. Diese waren von den Ereignissen des Mexikanisch-Amerikanischen Krieges geprägt.
Im Jahr 1850 wurde Thompson erneut im vierten Distrikt seines Staates in den Kongress gewählt, wo er zwischen dem 4. März 1851 und seinem Tod am 24. September 1852 sein Mandat ausüben konnte. Diese Zeit war von den Diskussionen um die Sklaverei bestimmt.